# Muang Khua
Muang Khua est un village du Laos situé dans la province de Phongsaly, dans le district de Khoua.